# Browns langstaartduif
Browns langstaartduif (Reinwardtoena browni) is een vogel uit de familie Columbidae (duiven).

## Kenmerken
De vogel is 46 cm lang. Deze duif lijkt sterk op  Reinwardts langstaartduif (R. reinwardti). De mantel, vleugels en de staart zijn zeer donker, bijna zwart, bij  R. reinwardti is dit meer chocoladebruin. De nek, kruin, voorhoofd, borst en buik zijn zeer licht, bijna wit en op de borst zilverkleurig grijs. Het oog is geel of rood met een rode ring, de poten zijn donkerrood en de snavel is roodachtig aan de basis en verder grijsbruin.

## Verspreiding en leefgebied
Deze soort komt voor op de Bismarck-archipel en de Admiraliteitseilanden. Het is een vogel van natuurlijk bos in heuvellandschap tot op 1000 m boven zeeniveau.

## Status
Browns langstaartduif  heeft een beperkt verspreidingsgebied en daardoor is de kans op uitsterven aanwezig. De grootte van de populatie werd in 2016 door BirdLife International geschat op 15 tot 30 duizend individuen en de populatie-aantallen nemen af door habitatverlies. Het leefgebied wordt aangetast door ontbossing waarbij natuurlijk bos wordt gekapt en de bodem wordt omgezet in oliepalmplantages. Om deze redenen staat deze soort als gevoelig op de Rode Lijst van de IUCN.